# 南水海道信号所
南水海道信号所（みなみみつかいどうしんごうしょ）は、茨城県常総市にある関東鉄道常総線の信号場。

## 歴史
- 1992年（平成4年）3月6日：水海道機関区の廃止に伴う水海道車両基地の開設と同時に使用開始[1]。
- 2004年（平成16年）10月16日：ダイヤ改正により信号所停車廃止。

## 構造
複線上に設置されており、信号所の東側に水海道車両基地がある。

## 使用用途
常総線の車両の水海道車両基地への出入場および車両の増解結時に利用される。
2004年（平成16年）10月15日までは全列車が停車（運転停車）し運転士の交代などが行われていたが、10月16日より車両基地への出入庫および増解結する列車を除き全列車が通過するようになり、水海道 - 小絹間は3分の短縮が図られた。その名残で、信号所構内に運転士の交代に使われた台が残されている。

## 隣の駅
関東鉄道
■常総線
小絹駅 - （南水海道信号所） - 水海道駅